# 盧永仁
盧永仁博士，JP，英國劍橋大學博士，為資深企業及財務策略家、公司董事、創業家、教育家、演講家和分子神經科學家。
盧永仁博士亦為高錕慈善基金及JAHK 青年成就計劃之主席。此外，還擔任香港獨立學校 “弘立書院 The ISF Academy”之創辦校董，以及團結香港基金顧問。

## 背景
盧永仁博士曾就讀香港聖類斯中學，1983年至1984年取得倫敦大學碩士學位，1984年至1987年于英國劍橋大學取得藥理學碩士及遺傳工程學博士學位。
1980年代為麥肯錫顧問公司擔任策略顧問；。
1990年代任職香港電訊IMS有限公司董事總經理，創辦 「Netvigator 網上行」及「互動電視 iTV」 (NowTV 前身)，花旗銀行Citibank香港及澳門區 CEO。
1996年被世界經濟論壇(World Economic Forum)選為 100 位未來環球領袖之一。1999年被委任為香港太平紳士。
2000年成為世界最大傳播集團 WPP 大中華區非執行主席；同時亦為中國聯通執行董事兼副總裁；亦曾担任時裝王國 I.T 集团，香港最大雜誌出版集團南華傳媒及大中華最大兒童及玩具零售集團凱知樂國際控股之副主席。
2011年，盧永仁獲南華傳媒委任為集團副主席。
盧永仁於2016-17年度擔任「微笑企業」和「微笑僱主」的評審主席，並頒獎予港澳地區多個於微笑服務表現優異的企業及僱主。
2019年，盧永仁被聯合國亞洲及太平洋經濟社會委員會之銀行及金融界委任参与并帶領金融科技研究专项項目，並獲上海金浦投資 GP Capital 其下金浦研究院委任為專家委員。
盧永仁愛好紅酒，他曾在香港中文大學慈善拍賣會上以10萬港元投得名貴酒櫃及3支紅酒。他亦喜愛香港動畫麥嘜。

## 公职
在過去廿多年，盧永仁曾獲香港特區政府多次委任包括廣播管理局、上市委員會、應用科技研究院、教育委員會等委員。現時亦為數碼港顧問委員會委員、香港浸會大學中醫藥學院諮詢委員會成員、香港團結基金之成員及港安醫院慈善基金委員會成員。

## 独立董事职务
盧永仁擔任多間在香港和美國上市公司 (包括TVB 電視廣播有限公司、CSI資本策略有限公司、東建國際控股有限公司及 Regencell Bioscience Holdings Limited (NASDAQ: RGC)等) 之獨立非執行董事。

## 相關
- 無綫電視人員列表

## 資料來源
1. 1 2 3  盧子健、何安達. . 天地圖書. 1994: 611.
2. ↑  . 華僑日報. 1977-03-12: 7  [2022-05-22].
3. ↑  . （原始内容存档于2012-11-27）.

## 外部連結
- 聯通大換血盧永仁請辭
- 盧永仁出任I.T副主席等職位 （页面存档备份，存于）
- 盧永仁醉酒談經（2005年12月3日） 明報